# Maria Casadevall
Maria Carolina Casadevall Gonzaga (São Paulo, 24 de julho de 1987) é uma atriz brasileira.

## Biografia
Neta de espanhóis, sendo o sobrenome "Casadevall" de origem catalã, Maria começou a trabalhar como atriz com publicidade, fazendo seu primeiro comercial aos 16 anos. Logo após começou a se dedicar aos estudos cênicos de interpretação de TV e cinema com o diretor Fernando Leal. Também fez cursos de atriz na Escola de Atores de Wolf Maya.

## Carreira
A atriz iniciou a sua carreira em 2009, participando das peças teatrais Roberto Zucco e Hipóteses Para o Amor e a Verdade da CIA de teatro Satyros de São Paulo. Maria assina contrato com a Rede Globo. Estreou na televisão em 2011 na minissérie Lara com Z interpretando Tininha, uma mulher transgressora, e em 2013 foi escalada para entrar no elenco da novela Amor à Vida. Na trama ela interpreta Patrícia, uma secretária do hospital San Magno que foi traída pelo seu marido Guto (Márcio Garcia) na lua de mel. Logo depois disso, inicia um romance com o médico Michel (Caio Castro), mas descobre que o galã é casado com Silvia (Carol Castro).Em dezembro de 2013, Maria foi eleita Mulher do Ano em votação da revista GQ Brasil.
Em 2014, estrela a série Lili, a Ex do GNT, adaptação da tirinha homônima de Caco Galhardo. Em 2016, volta a interpretar Lili na segunda temporada de Lili, a Ex. Em 2015 foi uma das protagonistas de I Love Paraisópolis, de Alcides Nogueira.  Em 2017 integra o elenco de suas séries: Os Dias Eram Assim como a médica chilena Rimena que é a esposa do protagonista Renato vivido por Renato Góes e na série Vade Retro, como a sensual vilã Lilith,  serva fiel do protagonista Abel, papel de Tony Ramos. Em 2018, protagoniza ao lado de Cauã Reymond, as duas temporadas da série Ilha de Ferro, no papel da engenheira de petróleo Júlia que assume o cargo de gerente de uma plataforma de petróleo. Em 2019, poderá ser vista na série da Netflix, Coisa Mais Linda, estrelada por ela, no papel de Maria Luiza, uma jovem e rica paulistana, que abre um clube noturno de Bossa Nova e torna-se uma mulher independente.

## Vida pessoal
Em 2013, durante as gravações da novela Amor à Vida, iniciou um relacionamento com o ator Caio Castro, seu par romântico na trama. O relacionamento chegou ao fim em 2015, logo após o fim das gravações da novela I Love Paraisópolis, onde também contracenaram juntos. Em 2021 assumiu o namoro com a percussionista Larissa Mares.

## Filmografia

### Televisão
| Ano     | Título              | Personagem                               |
| ------- | ------------------- | ---------------------------------------- |
| 2011    | Lara com Z          | Maria Valentina Ventura Passos (Tininha) |
| 2013    | Amor à Vida         | Patrícia Mileto Gusmão                   |
| 2014–16 | Lili, a Ex          | Lili Bernardes                           |
| 2015    | I Love Paraisópolis | Margot Bidalek (Margarida)               |
| 2017    | Vade Retro          | Lilith                                   |
| 2017    | Os Dias Eram Assim  | Rimena Garcia                            |
| 2018    | Ilha de Ferro       | Júlia Bravo                              |
| 2019–20 | Coisa Mais Linda    | Maria Luiza Carone (Malu)                |
| 2023    | Rio Connection      | Júlia                                    |

### Cinema
| Ano  | Título                | Personagem       | Notas          |
| ---- | --------------------- | ---------------- | -------------- |
| 2015 | Depois de Tudo        | Bebel            |                |
| 2017 | A Ordem do Caos... Ou | Ana              | Curta-metragem |
| 2018 | Mulheres Alteradas    | Leandra          |                |
| 2021 | Garota da Moto        | Joana "Jô" Souza |                |
| 2026 | A Mulher ao Lado      | Vicky            |                |

### Videoclipe
| Ano  | Canção             | Artista   |
| ---- | ------------------ | --------- |
| 2021 | "Alucinação"       | Ana Cañas |
| 2021 | "Sujeito de Sorte" | Ana Cañas |

### Internet
| Ano  | Título                 | Personagem                | Nota     |
| ---- | ---------------------- | ------------------------- | -------- |
| 2020 | Rádio Coisa Mais Linda | Maria Luiza Carone (Malu) | Websérie |

## Teatro
| Ano  | Peça                              | Personagem           | Nota          |
| ---- | --------------------------------- | -------------------- | ------------- |
| 2009 | Roberto Zucco                     | Burguesa             |               |
| 2009 | Hipóteses Para o Amor e a Verdade | Várias personagens   |               |
| 2011 | Autopeças: Fantasmas da Noite     | Ana                  |               |
| 2012 | A Nossa Gata Preta e Branca       | Atriz                | Também autora |
| 2016 | Phedras por Phedra                | Phedra de Córdoba    |               |
| 2016 | Haiti Somos Nós                   | Tradutora interprete |               |

## Discografia

### Trilha Sonora
| Ano  | Canção                                                                                      | Álbum              |
| ---- | ------------------------------------------------------------------------------------------- | ------------------ |
| 2017 | "Aos Nossos Filhos" (com Sophie Charlotte, Daniel de Oliveira, Gabriel Leone e Renato Góes) | Os Dias Eram Assim |

## Prêmios e indicações
| Ano  | Prêmio                        | Categoria                              | Trabalho indicado   | Resultado |
| ---- | ----------------------------- | -------------------------------------- | ------------------- | --------- |
| 2013 | Prêmio Extra de Televisão     | Melhor Atriz Revelação                 | Amor à Vida         | Indicada  |
| 2013 | Capricho Awards               | Melhor Atriz Nacional                  | Amor à Vida         | Indicada  |
| 2013 | Capricho Awards               | Trofeu Pegação (com Caio Castro)       | Amor à Vida         | Indicada  |
| 2013 | Prêmio Quem de Televisão      | Revelação da TV                        | Amor à Vida         | Indicada  |
| 2013 | Melhores do Ano               | Atriz Revelação                        | Amor à Vida         | Indicada  |
| 2013 | Melhores do UOL e PopTevê     | Atriz/Ator Revelação                   | Amor à Vida         | Indicada  |
| 2013 | Melhores do UOL e PopTevê     | Melhor Par Romântico (com Caio Castro) | Amor à Vida         | Indicada  |
| 2013 | Prêmio Men of the Year Brasil | Mulher do Ano                          | Amor à Vida         | Venceu    |
| 2014 | Prêmio Contigo! de TV         | Melhor Revelação                       | Amor à Vida         | Indicada  |
| 2014 | Troféu Internet               | Revelação                              | Amor à Vida         | Indicada  |
| 2014 | Prêmio F5                     | Atriz do Ano (série ou minissérie)     | Lili, a Ex          | Indicada  |
| 2017 | Prêmio Extra de Televisão     | Tema de Novela                         | "Aos Nossos Filhos" | Indicada  |
| 2017 | Melhores do Ano NaTelinha     | Melhor Coadjuvante                     | Os Dias Eram Assim  | Indicada  |
| 2018 | Prêmio The Brazilian Critic   | Melhor Atriz em Série de Drama         | Ilha de Ferro       | Indicada  |
| 2019 | Troféu APCA                   | Melhor Atriz de Televisão              | Coisa Mais Linda    | Indicada  |
| 2021 | Poc Awards                    | Poc do Ano                             | Maria Casadevall    | Indicada  |
| 2022 | Festival Sesc Melhores Filmes | Melhor Atriz Nacional                  | Garota da Moto      | Indicada  |